# 조던 던
조던 던(Jourdan Dunn, 1990년 8월 3일 ~ )은 잉글랜드의 모델이다.